# Pristimantis reticulatus
Espèce
Synonymes
- Eleutherodactylus reticulatus Walker & Test, 1955

Statut de conservation UICN

 DD  : Données insuffisantes
Pristimantis reticulatus est une espèce d'amphibiens de la famille des Craugastoridae.

## Répartition
Cette espèce est endémique de l'État d'Aragua au Venezuela. Elle se rencontre à Rancho Grande entre 1 100 et 1 200 m d'altitude sur le pic Periquito dans la cordillère de la Costa.

## Description
Les mâles mesurent jusqu'à 25 mm et les femelles jusqu'à 35 mm.

## Publication originale
- Walker & Test, 1955 : New Venezuelan frogs of the genus, Eleutherodactylus. Occasional Papers of the Museum of Zoology University of Michigan, no 561, p. 1-10 (texte intégral).